# Arlene Phillips
Dame Arlene Phillips (Prestwich, 22 maggio 1943) è una coreografa britannica.

## Biografia
Arlene Phillips è entrata nel mondo dello spettacolo come coreografa di musical in scena a Londra e Broadway. Il suo primo grande successo sulle scene newyorchesi e londinesi è il musical Starlight Express, per cui ha ricevuto una candidatura al Tony Award alle migliori coreografie nel 1987. Inoltre ha coreografato altri musical di successo e allestimenti di grande profilo a Londra, tra cui We Will Rock You (Dominion Theatre, 2002), The Sound of Music (London Palladium, 2006), The Wizard of Oz (London Palladium, 2011), Grease (Dominion, 2022) e Guys and Dolls (Bridge Theatre, 2023), per cui ha vinto un Premio Laurence Olivier. Inoltre ha ricevuto altre due candidature all'Olivier Award, rispettivamente nel 1994 nel 1999, vincendo anche uno speciale alla carriera nel 2023.
Nel 1982 fece il suo debutto cinematografico come assistente coreografa del film Annie, mentre nel 1983 coreografò il video musicale di The Wild Boys dei Duran Duran, premiato ai Brit Awards. Nel 2002 coreografò le cerimonie di apertura e chiusura dei XVII Giochi del Commonwealth. Dal 2004 al 2008 ha lavorato come giudice dell'edizione inglese di Ballando con le stelle.
È legata sentimentalmente allo scenografo Angus Ion dal 1985.

## Filmografia (parziale)
- Amici e nemici (Escape to Athena), regia di George P. Cosmatos (1979)
- Can't Stop the Music, regia di Nancy Walker (1980)
- Un'ombra nel buio (The Fan), regia di Edward Bianchi (1981)
- Annie, regia di John Huston (1982)
- Legend, regia di Ridley Scott (1985)
- It Couldn't Happen Here, regia di Jack Bond (1988)
- L'ultima Salomè (Salome's Last Dance), regia di Ken Russell (1988)
- Cacciatore bianco, cuore nero (White Hunter Black Heart), regia di Clint Eastwood (1990)
- Il vento nei salici (The Wind in the Willows), regia di Terry Jones (1996)